# ماريك سادوفسكي
ماريك سادوفسكي (بالبولندية: Marek Sadowski)‏ (8 مارس 1959 في بولندا - ) هو لاعب كرة قدم بولندي في مركز الدفاع. لعب مع نادي جاز وSiarka Tarnobrzeg ‏ وNorth Jersey Imperials ‏ ورادومياك رادوم وKS Lublinianka ‏ وPolonia Przemyśl ‏ وMotor Lublin ‏.

## وصلات خارجية
- ماريك سادوفسكي على موقع قاعدة بيانات كرة القدم.إي يو (الإنجليزية)